# María del Rosario de Silva y Gurtubay
Doña María del Rosario de Silva y Gurtubay, Nữ Hầu tước thứ 9 xứ San Vicente del Barco, GE (4 tháng 4 năm 1900 – 11 tháng 1 năm 1934) là một quý tộc và Socialite người Tây Ban Nha. Thông qua hôn nhân, Maria del Rosario cũng là Công tước phu nhân xứ ALba de Tormes.